# Loaded
| 전문가 평가                   | 전문가 평가 |
| 평가 점수                     | 평가 점수   |
| 출처                          | 점수        |
| ----------------------------- | ----------- |
| AllMusic                      | [ 2 ]       |
| Blender                       | [ 3 ]       |
| Chicago Tribune               | [ 4 ]       |
| Christgau's Record Guide      | A           |
| Encyclopedia of Popular Music | [ 6 ]       |
| Pitchfork                     | 10/10       |
| Q                             | [ 8 ]       |
| The Rolling Stone Album Guide | [ 9 ]       |
| Spin Alternative Record Guide | 9/10        |
| Uncut                         | 8/10        |

《Loaded》는 미국의 록 밴드 벨벳 언더그라운드의 네 번째 스튜디오 음반으로, 1970년 11월 15일, 애틀랜틱 레코드의 자회사인 코틸리언을 통해 발매되었다. 이 음반은 밴드의 원년 멤버가 참여한 마지막으로 녹음된 음반이었다. 리드 싱어이자 주요 작곡가였던 루 리드는 음반이 발매되기 직전에 밴드를 떠났고, 기타리스트 스털링 모리슨과 드러머 모린 터커는 1971년에 탈퇴했다. 이러한 이유로 이 음반은 종종 팬들 사이에서 "진정한" 마지막 벨벳 언더그라운드 음반으로 여겨진다. 다중 악기 연주자인 더그 율은 밴드에 남아 1973년에 《Squeeze》를 발표했으며, 그해 밴드는 해체되었다.
이 음반은 벨벳 언더그라운드가 히트곡을 만들기를 원했던 애틀랜틱의 요청을 만족시키기 위해 만들어졌지만, 《Loaded》와 이 음반에서 나온 싱글들은 모두 차트에 진입하지 못했다. 이후 이 음반은 비평적으로 재평가되어 호평을 받았으며, 《Loaded》는 《롤링 스톤》이 선정한 "역사상 가장 위대한 음반 500장" 목록에서 2012년에 110위, 2020년에 242위에 올랐다.

## 배경
《Loaded》는 라디오 방송용 히트곡을 노리고 의도적으로 제작된 음반이었다. 음반 제목은 밴드에게 "히트곡으로 가득 찬(loaded)" 음반을 만들 것을 요구한 애틀랜틱 레코드의 요청을 반영하며, 동시에 "loaded"라는 단어가 마약에 취한 상태를 뜻할 수도 있다는 이중적인 의미를 담고 있다. 보컬리스트이자 다중 악기 연주자인 더그 율은 다음과 같이 말했다. "히트 싱글을 만들자는 압박이 컸고, 그런 사고방식이 있었어요. '이 중 어떤 곡이 싱글감인가?', '이걸 3분 30초로 줄이면 어떻게 들릴까?' 같은 게 당시 그룹 내 주요 화제였죠. 그리고 나는 세 번째 음반이 그런 점을 많이 보여준다고 생각해요. 그 곡들 중 많은 수가 싱글로 설계되었고, 들어보면 그 기원이 들려요. 예를 들어 '이건 필 스펙터 스타일의 곡이구나', 혹은 '이건 그 사람 스타일이구나' 하는 식으로요."

## 곡 목록
모든 곡들은 루 리드에 의해 작사/작곡하였다.
| #  | 제목                  | 리드 보컬 | 재생 시간 |
| -- | --------------------- | --------- | --------- |
| 1. | 〈Who Loves the Sun〉 | 더그 율   | 2:50      |
| 2. | 〈Sweet Jane〉        | 리드      | 3:55      |
| 3. | 〈Rock & Roll〉       | 리드      | 4:47      |
| 4. | 〈Cool It Down〉      | 리드      | 3:05      |
| 5. | 〈New Age〉           | 율        | 5:20      |

| #  | 제목                     | 리드 보컬 | 재생 시간 |
| -- | ------------------------ | --------- | --------- |
| 1. | 〈Head Held High〉       | 리드      | 2:52      |
| 2. | 〈Lonesome Cowboy Bill〉 | 율        | 2:48      |
| 3. | 〈I Found a Reason〉     | 리드      | 4:15      |
| 4. | 〈Train Round the Bend〉 | 리드      | 3:20      |
| 5. | 〈Oh! Sweet Nuthin'〉    | 율        | 7:23      |

## 인증
| 국가                               | 인증 | 판매량/출하량 |
| ---------------------------------- | ---- | ------------- |
| 영국 (BPI)                         | 실버 | 60,000        |
| 판매량+스트리밍을 기반으로 한 인증 |      |               |